# Johan Otto Söderhjelm
Johan Otto Söderhjelm, född 3 september 1898 i Helsingfors, död 28 februari 1985 i Helsingfors, var en finländsk politiker och industriman. Släkten Söderhielm introducerades 1697 på Sveriges riddarhus.

## Biografi
Söderhjelm var son till professor och diplomat Werner Söderhjelm och växte upp i en utpräglad akademisk miljö. Han tog studentexamen 1916 och jur.kand.-examen 1922 och senare jur.dok.-examen 1928 på avhandlingen Démilitarisation et neutralisation des Iles d'Åland en 1856 et 1921. Han arbetade sedan som advokat i Helsingfors 1923-40, justitieombudsman 1929-30 och som ombudsman i Finska träförädlingsindustriernas centralförbund 1940-60.
Söderhjelm hade sin fortsatta karriär inom OY Ikopal Ab, som medlem i direktionen (1930-41) och ordförande (1941-69). Han var sedan Petsamo Nickel Oy:s verkställande direktör (1934-40 och 1945-58 ), medlem i direktionen för OY Gulf Oil Ab (1937-69) och ordförande (1969), vice ordförande i förvaltningsrådet vid Oy Victor Ek Ab (1943-66) samt ordförande i direktionen för OY Asea AB (1950-70).
Sin politiska insats gjorde Söderhjelm som riksdagsledamot för Svenska Folkpartiet under åren 1933-39, 1944-50 och 1962-66, som justitieminister under åren 1939-40 i Cajanders tredje och Rytis första regering, 1957 i Sukselainens, 1958 i Kuuskoskis, 1962-63 i Karjalainens och 1964-66 Virolainens regeringar, och som andre finansminister åren 1962-63 under Karjalainen.
Söderhjelm deltog mellan Finland och Sovjetunionen i fördragsförhandlingar om ömsesidigt försvar i Moskva i april 1948. Han och dåvarande justitieminister Urho Kekkonen fungerade som budbärare mellan Moskvadelegationen och president Juho Kusti Paasikivi, då den slutliga avtalstexten formulerades.
Vid sidan av sina karriärer hade Söderhjelm förtroendeuppdrag inom idrottsrörelsen, bland annat som ordförande i Svenska Finlands Centralidrottsförbund (1945-48), Finlands seglarförbund (1951-70), olika poster inom Finlands Olympiska kommitté mellan 1923 och 1973 samt ordförande i Olympiska seglingskommittén (1948-52).

## Utmärkelser
- Kommendörstecknet av I klass av Finlands Vita Ros’ orden,  1941[1]
- Kommendör av första graden av Dannebrogorden,  1946[1]
- Kommendör av 1. klass av Nordstjärneorden,  1947[1]
- Finlands Olympiska förtjänstkors av 1 klass,  1952[1]
- Förbundsrepubliken Tysklands förtjänstorden - stora kommendörskorset med stjärna,  1956[1]
- Storkors av Dannebrogorden,  1958[1]
- Kommendör med stora korset av Nordstjärneorden,  1963[1]
- Finlands idrottskulturs stora förtjänstkors,  1974[1]
- Vinterkrigets minnesmedalj[1]
- Finlands idrottskulturs förtjänstmedalj[1]
- Frihetskrigets minnesmedalj med ros[1]

[Redigera Wikidata]